# Stereospermum hildebrandtii
Stereospermum hildebrandtii là một loài thực vật có hoa trong họ Chùm ớt. Loài này được (Baill.) H.Perrier miêu tả khoa học đầu tiên năm 1938.